# Bernard Darniche

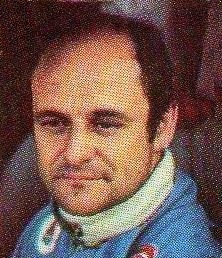
Bernard Darniche 1970

Bernard Darniche (* 28. März 1942 in Cenon) ist ein ehemaliger französischer Rallye- und Rundstreckenrennfahrer.

## Karriere
Bernard Darniche ist gemeinsam mit Didier Auriol Rekordsieger bei der Tour de Corse, die er wie sein Landsmann sechsmal gewann. 1970 – da gehörte die Rallye noch nicht zur Weltmeisterschaft – siegte er auf einer Alpine A110. 1975, 1979 und 1981 gewann er mit einem Lancia Stratos HF und zwei weitere Erfolge erzielte er 1977 und 1978 mit einem Fiat 131 Abarth. Seinen ersten Sieg bei einer großen Rallye konnte er schon 1973 feiern, als er mit dem Triumph bei der Rallye Marokko seinen ersten Weltmeisterschaftslauf gewann.
1979 trug er sich auch in die Siegerliste bei der Rallye Monte Carlo ein, als er mit seinem langjährigen Copiloten Alan Mahé auf einem Lancia Stratos HF gewann. Die legendäre Sonderprüfung über den Col de Turini, die traditionell in der letzten Nacht der Rallye gefahren wurde, konnte Darniche in seiner Karriere zehnmal für sich entscheiden.
Dreimal (1972, 1976, 1978) gewann er die französische Rallye-Meisterschaft und 1976 sowie 1977 wurde er auch Europameister. Die Gesamtwertung der Tour de France für Automobile sicherte er sich 1975, 1977, 1979 und 1980.
Auch auf der Rundstrecke war er aktiv. 1972 gab er sein Debüt beim 24-Stunden-Rennen von Le Mans, wo er 1979 mit dem fünften Gesamtrang seine beste Platzierung beim Langstreckenklassiker erreichte.

## Statistik

### Le-Mans-Ergebnisse
| Jahr | Team                   | Fahrzeug                    | Teamkollege     | Teamkollege    | Platzierung            | Ausfallgrund     |
| ---- | ---------------------- | --------------------------- | --------------- | -------------- | ---------------------- | ---------------- |
| 1972 | John Greenwood Racing  | Chevrolet Corvette          | John Greenwood  | Alain Cudini   | Ausfall                | Motorschaden     |
| 1976 | IMSA Camel             | Chevrolet Corvette Stingray | John Greenwood  |                | Ausfall                | Defekt am Kühler |
| 1978 | Jean Rondeau           | Rondeau M378                | Jean Rondeau    | Jacky Haran    | Rang 9 und Klassensieg |                  |
| 1979 | VSD Canon Jean Rondeau | Rondeau M379                | Jean Ragnotti   |                | Rang 5                 |                  |
| 1980 | Scuderia Lancia Corse  | Lancia Beta Montecarlo      | Teo Fabi        | Hans Heyer     | Ausfall                | Motorschaden     |
| 1981 | BMW France             | BMW M1                      | Philippe Alliot | Johnny Cecotto | Rang 16                |                  |

### Einzelergebnisse in der Sportwagen-Weltmeisterschaft
| Saison | Team             | Rennwagen              | 1   | 2   | 3   | 4   | 5   | 6   | 7   | 8   | 9   | 10  | 11  | 12  | 13  | 14  | 15  | 16  | 17  |
| ------ | ---------------- | ---------------------- | --- | --- | --- | --- | --- | --- | --- | --- | --- | --- | --- | --- | --- | --- | --- | --- | --- |
| 1972   | Greenwood Racing | Chevrolet Corvette     | BUA | DAY | SEB | BRH | MON | SPA | TAR | NÜR | LEM | ZEL | WAT |     |     |     |     |     |     |
| 1972   | Greenwood Racing | Chevrolet Corvette     |     |     |     |     |     | DNF |     |     |     |     |     |     |     |     |     |     |     |
| 1978   | Jean Rondeau     | Rondeau M382           | DAY | SEB | MUG | TAL | DIJ | SIL | NÜR | LEM | MIS | DAY | WAT | VAL | ROD |     |     |     |     |
| 1978   | Jean Rondeau     | Rondeau M382           |     |     |     |     | 9   |     |     |     |     |     |     |     |     |     |     |     |     |
| 1979   | Jean Rondeau     | Rondeau M379           | DAY | SEB | MUG | TAL | DIJ | RIV | SIL | NÜR | LEM | PER | DAY | WAT | SPA | BRH | ROA | VAL | ELS |
| 1979   | Jean Rondeau     | Rondeau M379           |     |     |     |     |     | 5   |     |     |     |     |     |     |     |     |     |     |     |
| 1980   | Lancia           | Lancia Beta Montecarlo | DAY | BRH | SEB | MUG | MON | RIV | SIL | NÜR | LEM | DAY | WAT | SPA | MOS | ROA | VAL | DIJ |     |
| 1980   | Lancia           | Lancia Beta Montecarlo |     |     |     |     |     |     |     |     | DNF |     |     |     | DNF |     | 8   |     |     |
| 1981   | BMW France       | BMW M1                 | DAY | SEB | MUG | MON | RIV | SIL | NÜR | LEM | PER | DAY | WAT | SPA | MOS | ROA | BRH |     |     |
| 1981   | BMW France       | BMW M1                 |     |     |     |     | 16  |     |     |     |     |     |     |     |     |     |     |     |     |